# Максимилиан фон Шратенбах-Хегенберг
Максимилиан фон Шратенбах-Хегенберг (на немски: Maximilian Freiherr von Schrattenbach zu Heggenberg; * 1 август 1537; † 19 юли 1611) от блародническия австрийски род Шратенбах от Щирия, е от 15 ноември 1587 г. господар на Хегенберг и Остервиц и от 24 януари 1598 г. фрайхер. Той е ерцхерцогски съветник и кемерер, хауптман и вицедом в Цили и от 1598 г. „главен-ербланд-форшнайдер“ в Щирия.

## Живот
Фамилията Шратенбах се заселва от Франкен ок. 1460 г. в Щирия. Той е син на Панкрац фон Шратенбах († 1559) и съпругата му Елизабет Зауер фон Козиак († 1571), дъщеря на Йодок Зауер фон Козиак и Сибила фон дер Дюр. Брат е на Йохан Балтазар фон Шратенбах (1547 – 1618), главен дворцов майстер на ерцхерцог Фердинанд II, по-късният император (1619 – 1637).
От 1 януари 1568 г. Максимилиан е кемерер и съветник на австрийския ерцхерцог Карл II от Вътрешна Австрия, син на император Фердинанд I.
През 1586 г. Максимилиан и брат му Йохан Балтазар стават форшнайдер в Щирия. През следващата 1587 г. двамата са издигнати на вътрешно-австрийски благородници и през 1598 г. на фрайхерен с предикат цу Хегенберг и Остервиц.
Максимилиан фон Шратенбах-Хегенберг умира на 73 години на 19 юли 1611 г.

## Фамилия
Максимилиан фон Шратенбах-Хегенберг се жени за Анна фон Грасвайн († сл. 1621), дъщеря на рицар Вилхелм фон Грасвайн и Хелена фон Херберщайн. Те имат децата:
- Йохан Фридрих фон Шратенбах († пр. 1621), файхер в Чехия, женен за фрайин Доротея Сидония фон Ег и Хунгерсбах
- Мария Елизабет фон Шратенбах-Хагенберг (* 15 февруари 1573; † 10 януари 1653, Виена), омъжена на 24 ноември 1591 г. в Грац за имперски граф Карл фон Харах (1570 – 1628), съветник на император Фердинанд II
- Карл фон Шратенбах (* 1583; † 26 февруари 1612, Грац), файхер, граф в Австрия, женен на 29 май 1589 г. за фрайин Мария Рената фон Херберщайн, дъщеря на фрайхер Бернхардин II фон Херберщайн (1566 – 1624) и Мария Констанца Фугер (1568 – 1594)